# Aggravation (cocktail)
Aggravation est le nom d'un cocktail reconnu comme grand classique, préparé au shaker avec glaçons, se sert on the rocks ou sur glace pilée.

Il se compose de lait, liqueur de café et de crème fraîche liquide à mesure égale, à quoi il faut ajouter du sucre de canne.
Les doses recommandées sont :
| 8cl de Scotch blend, | 3cl de lait, | 3cl de liqueur de café, | 3cl de crème fraîche liquide, | 4cl de sucre de canne |